# جين ريتشاردز روث
جين ريتشاردز روث (بالإنجليزية: Jane Richards Roth)‏ هي قاضية ومحامية أمريكية، ولدت في 16 يونيو 1935 في فيلادلفيا في الولايات المتحدة.